# 好收 (雲林縣)
好收，臺灣台語口語上稱為火燒庄，是臺灣雲林縣北港鎮的一個傳統地域名稱，位於該鎮西部。相較於今日行政區，其範圍大致包括好收里不含西南端及東北部及北部邊界地帶中西段、樹腳里北部凸出部分的西大半部、劉厝里西部中段。

## 歷史
臺灣清治末期至日治初期，好收地區為一（舊制）街庄，稱為「好收庄」，隸屬於大槺榔東頂堡。該庄北與蕃仔溝庄為鄰，東與溝皂庄、新街庄為鄰，南邊為樹仔腳庄，西邊為春牛埔庄、車巷口庄。
1901年（日治明治三十四年）11月，全臺廢縣廳改設二十廳，該庄隸屬於斗六廳。1903年（明治三十六年）6月，該庄編入「水燦林區」，隸屬於斗六廳。1909年（明治四十二年）10月，合併二十廳為十二廳，水燦林區改隸屬於嘉義廳。1920年（大正九年），全臺地方制度大改正，廢十二廳改設五州二廳，該庄改制為「好收」大字，隸屬於臺南州北港郡北港街（新制街庄）。
戰後北港街改制為北港鎮，隸屬於臺南縣，大字亦改制為里。1950年10月，雲、嘉、南分治，北港鎮改隸屬雲林縣。

## 聚落
本地區發展較早的聚落為好收、口庄等，在日治期初期的官方地圖上已有記載。

## 交通
縣道153號是麥寮至好收的道路，其南側端點位於本地區好收聚落的縣道155號路口。由此向北微西可前往四湖鄉東部、東勢鄉、麥寮鄉麥寮市區南側並止於省道台17線路口。
縣道155號（宏仁路、好收路）是五條港至北港的道路，經過本地區好收、口庄兩大聚落。由該道路向西轉北可前往水林鄉北部、四湖鄉、臺西鄉五條港並止於省道台17線與台61線共線路口；向東南微南可前往北港市區並止於省道台19線路口。
鄉道雲161線是好收至湖仔內的道路，其北側端點（起點）位於本地區好收聚落的縣道155號路口。由此向西南轉南微西轉南，可前往樹子腳、土間厝、溪墘厝地區的湖子內聚落，並止於鄉道雲154線路口。
鄉道雲162線是口莊（口庄）至府番的道路，其西側端點（起點）位於本地區口庄聚落的鄉道168線路口。由此向東南微東可前往溝皂西南端、新街、板頭厝西北部、後溝子，並止於該地區西北部府番聚落東北郊的縣道145號路口。
鄉道雲165線是砂崙腳至好收的道路，其南側端點（終點）位於本地區好收聚落的縣道153號、縣道155號交會路口。由此向西北可前往車巷口、鹿場/溪底交界地帶、溪底/四湖交界地帶，並止於縣道160號路口（四湖地區的砂崙腳聚落東郊）。
鄉道雲168線是口莊（口庄）至崙仔的道路，其西側端點（起點）位於本地區口庄聚落西北郊的縣道155號路口。由此向東南轉東穿越聚落後轉東北，可前往溝皂地區東南部、龍岩厝、龍岩厝/下寮交界地帶、下寮/頂寮交界地帶、下寮地區東北部、內寮，並止於縣道145甲線路口（內寮地區的崙仔聚落北郊）。

## 學校
- 好收國小

## 公務機關
- 好收派出所